# Nova vas, Miren-Kostanjevica
Nova vas este o localitate din comuna Miren - Kostanjevica, Slovenia, cu o populație de 57 de locuitori.